# 沃氏絲隆頭魚
沃氏絲隆頭魚，又稱沃氏絲鰭鸚鯛，為輻鰭魚綱鱸形目隆頭魚亞目隆頭魚科的其中一種，分布於中東太平洋的美屬薩摩亞海域，棲息深度37-46公尺，體長可達6.3公分，棲息在礁石區海域，生活習性不明，可做為觀賞魚。

## 擴展閱讀
維基物種上的相關：沃氏絲隆頭魚